# Мбала
Вижте пояснителната страница за други значения на Мбала.
Мбала (на английски: Mbala, предишно име Абъркорн, Abercorn) е град в източната част на Северна Замбия. Намира се в Северната провинция на страната на около 1600 м надморска височина. Разположен е на около 40 км от границата с Танзания и на около 40 км югоизточно от езерото Танганика. В Мбала се намира музеят „Мото Мото“, в който са изложени експонати от културата на народа Бемба. Населението му е 24 010 жители (към 2010 г.).